# Kochanów (powiat skierniewicki)
Kochanów (niem. Erdmannsweiler) – wieś w Polsce położona w województwie łódzkim, w powiecie skierniewickim, w gminie Głuchów.
Wieś położona jest nad rzeką Rawką wzdłuż jej północnego brzegu, częściowo w pradolinie rzeki.
Od strony północnej jest ograniczona wzgórzami, za którymi wśród pól w odległości około kilometra przebiega Rogowska Kolej Wąskotorowa.
We wsi znajduje się kościół pod wezwaniem św. Józefa i cmentarz parafialny położony na stosunkowo wysokim wzgórzu. Parafia Kochanów składa się z następujących miejscowości: Kochanów, Jankowice, Gutkowice, Sabinów i Dzielnica. Parafia liczy około 600 dusz i jest jedną z najmniejszych w diecezji łowickiej. Od 2016 roku administratorem parafii jest Ks. Jacek Wiśniewski. 
Przy moście na Rawce, w południowej części wsi stoi kamienny młyn wodny. Na rzece liczne ostoje bobrów i dzikich ptaków. Południowy brzeg rzeki ma charakter częściowo bagienny, płaski, poprzecinany licznymi dopływami Rawki.
Do czasów reformy systemu oświaty z 1999 roku we wsi działała Szkoła Podstawowa im. Władysława Jagiełły, w której uczyło się około 100 dzieci. Szkoła została wybudowana w ramach akcji „Tysiąc szkół na Tysiąclecie” tzw. tysiąclatka. Obecnie w budynku dawnej szkoły mieści się dom pomocy społecznej.

## Historia
W latach 1975–1998 miejscowość należała administracyjnie do województwa skierniewickiego.